# Perspectiva dimétrica
A perspectiva dimétrica resulta da projeção cilíndrica ortogonal e é uma das modalidades usadas pelo desenho técnico.
O que caracteriza a perspectiva dimétrica é o fato de que dois de seus eixos projetam-se em ângulos iguais no quadro. A escala gráfica de construção é semelhante à da projeção isométrica, mas, no processo de construção, devem ser aplicados coeficientes de redução nos eixos horizontais.

## Comparações

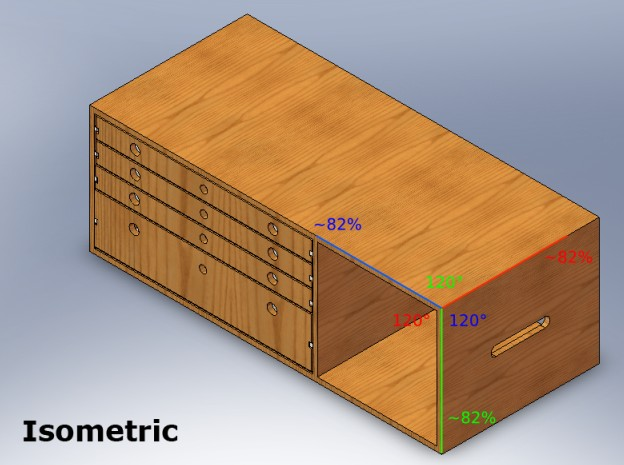
Perspectiva isométrica
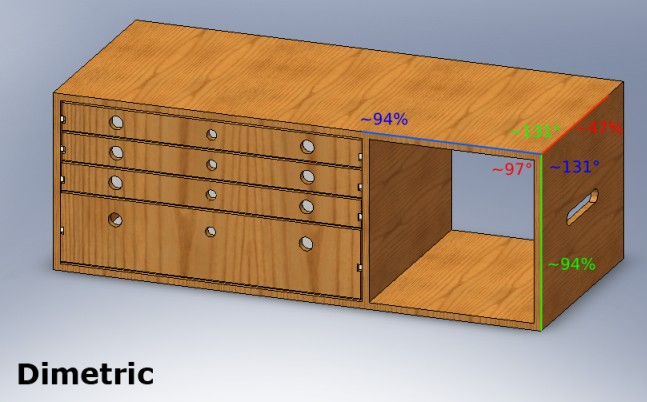
Perspectiva dimétrica
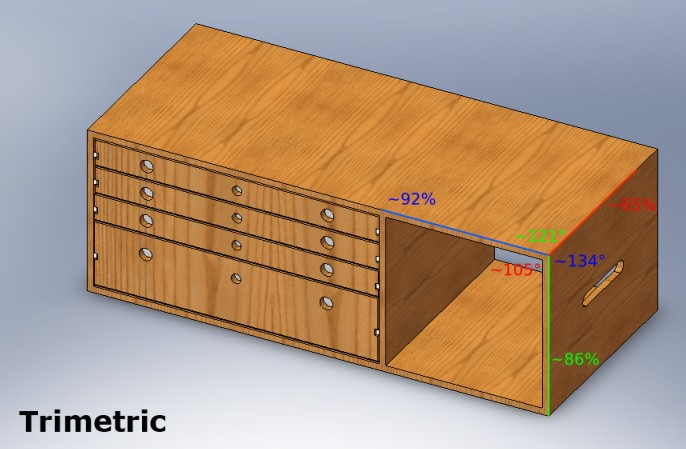
Perspectiva trimétrica